# Grillenbanner
Grillenbanner, op. 247, är en vals av Johann Strauss den yngre. Den spelades första gången den 11 februari 1861 i Sofiensäle i Wien. 

## Historia
Valsen skrevs till karnevalen 1861 och uruppfördes vid en välgörenhetskonsert den 11 februari. Titelns första del har inget med insekter att göra (Tyska: 'Grillen' = Syrsor) utan med ordets andra betydelse på tyska: 'Vrede' eller 'dåligt humör'. Likaså hänvisar den andra delen av titeln inte till ett baner i betydelsen 'flagga' (tyska: 'Banner') utan till substantiveringen av verbet 'förbanna' eller 'förvisa' (tyska: '(ver-)bannen'). Valsen skulle användas för att fördriva vrede. Specifikt den vrede som drabbade prins Leopold av Sachsen-Coburg-Gotha (1824-84). Prinsen levde, mot sin faders vilja, med modisten Constanze Geiger (1835-90), dotter till hovets musiklärare, Josef Geiger och dennes hustru Theresia. Constanze hade redan 1843 uppträtt som musikaliskt underbarn och till och med blivit tillägnad Johann Strauss den äldres Flora-Quadrille. I vuxen ålder sydde hon hattar, spelade teater, skrev poesi, målade och komponerade. När sonen Franz föddes 1860 gav fadern med sig och Leopold och Constanze fick gifta sig den 23 april 1861. Constanze upphöjdes till baronessa av Ruttenstein och förblev god vän med familjen Strauss.

## Om valsen
Speltiden är ca 6 minuter och 53 sekunder plus minus några sekunder beroende på dirigentens musikaliska tolkning.

## Weblänkar
- Grillenbanner i Naxos-utgåvan.